# Les Aventuriers des mondes fantastiques
Pour les articles homonymes, voir Un raccourci dans le temps.
Pour plus de détails, voir Fiche technique et Distribution.
Les Aventuriers des mondes fantastiques (titre original : A Wrinkle in Time) est un téléfilm canadien fantastique et d'aventure, réalisé par John Kent Harrison, d'après le livre Un raccourci dans le temps et sorti en 2003.
Le film a été tourné durant l'année 2001 pour la télé mais ne fut diffusé que le 25 avril 2003 au Canada; Alors diffusé au Toronto Sprockets International Film Festival for Children, aujourd'hui TIFF Kids International Film Festival.

## Synopsis
Meg et Charles sont les enfants d'un couple de scientifiques qui ont mystérieusement disparu alors qu'ils travaillaient sur un projet secret du gouvernement. Charles a par ailleurs trois amies : trois étranges vieilles dames, Mrs. Qui, Mrs. Quidam et Mrs. Quiproquo, qui ressemblent à des sorcières mais qui sont en fait des extraterrestres...

## Fiche technique
- Titre : Les Aventuriers des mondes fantastiques
- Titre original : A Wrinkle in Time
- Réalisation : John Kent Harrison
- Scénario : Susan Shilliday, d'après le livre Un raccourci dans le temps de Madeleine L'Engle
- Musique : Jeff Danna, Patric Caird (en), Shawn Pierce (en)
- Directeur de la photographie : Jon Joffin, Philip Linzey
- Montage : Sue Maggi, T.C Martin (non crédité)
- Direction artistique : Sandy Cochrane, Troy Hansen, Graeme Murray, Gwendolyn Margetson, David McLean
- Décors : Terry Ewasiuk, Johanna Mazur
- Costumes : Nancy Bryant
- Production : Jolee B. Lovick, Jordan Kerner (en), Fitch Cady, Jay Firestone (en), Adam Haight, Catherine Hand, Patricia Rozema, Michael Leahy, Wrinkle Productions Ltd., Dimension Films, Fireworks Entertainment (en), Neo Art & Logic
- Pays d'origine :  Canada
- Genre : Film fantastique, Film d'aventure
- Durée : 124 minutes
- Dates de sortie :
  -  Canada : 25 avril 2003
  -  États-Unis : 10 mai 2004
  -  Italie : 16 avril 2006

## Distribution
- Katie Stuart : Meg Murry
- Gregory Smith : Calvin O'Keefe
- David Dorfman : Charles Wallace Murry
- Chris Potter : Dr Jack Murry
- Kyle Secor : l'homme aux yeux rouges / Hank
- Seán Cullen (en) : le médium
- Sarah-Jane Redmond : Dr Dana Murry
- Kate Nelligan : Mrs. Quidam
- Alison Elliott : Mrs. Qui
- Alfre Woodard : Mrs. Quiproquo
- Munro Chambers and Thomas Chambers : les jumeaux
- Ellen Dubin : la tante
- Alexander Pollock : Eric O'Keefe
- Noel Fisher : le garçon
- Paul Becker (en) : Ubalon (non crédité)
- Vincent Gale : Ellwood (non crédité)
- Mark Gibbon (en) : un centaure (non crédité)
- Taras Kostyuk (en) : un extraterrestre (non crédité)

## Récompenses et distinctions

### Nominations
- Saturn Award 2005 :
  - Saturn Award de la meilleure édition DVD d'un programme télévisé
- Casting Society of America 2004 :
  - Meilleur casting pour une mini-série
- Leo Awards 2004 :
  - Meilleure musique de film
- Writers Guild of America Awards 2005 :
  - Meilleur scénario pour la jeunesse
- Young Artist Awards 2005 :
  - Meilleure prestation dans un téléfilm, mini-série ou spécial - Premier rôle masculin (David Dorfman)